# إجماع علمي

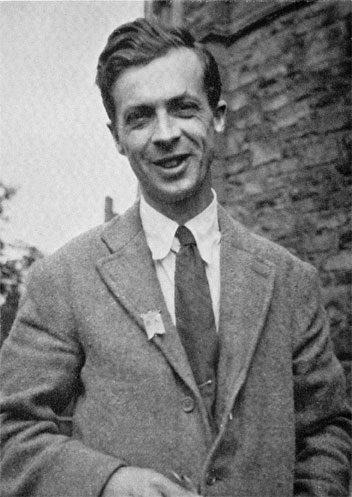

الإجماع العلمي أو الاتفاق العلمي هو الموقف والرأي والحكم الجماعي للمجتمع العلمي في مجال علمي ما. الاتفاق بشكل عام لا يعني الإجماع، والاتفاق العلمي ليس وحده حجة علمية، كما أنه ليس جزءاً من المنهج العلمي، إلا أن الاتفاق العلمي قد يكون مرتكزا على حجج علمية ومنهجية علمية.
الاتفاق يتحقق بالعادة عبر التواصل من خلال المؤتمرات، النشر، التكرار (حصول الآخرين على نفس النتائج)، ومراجعة الزملاء. يؤدي هذا كله إلى وضع يستطيع فيه المتخصصين في الفرع العلمي التعرف على الاتفاق إن وجد، لكن أحيانا يكون إيصال الاتفاق إلى من هم خارج المجتمع العلمي صعبا، لأن المناظرات العادية التي يتقدم من خلالها العلم قد تبدو لهم على أنها خصومات وجدالات. أحيانا قد تصدر المعاهد العلمية تصريحات بشأن الموقف العلمي، لإيصال خلاصة العلم إلى خارج المجتمع العلمي. في حال كان هناك خلاف بسيط بشأن الموضوع قيد الدراسة، فإن تعيين وإيضاح الاتفاق العلمي يكون بشكل واضح ومباشر.
قد يُحتج بالاتفاق العلمي في المناقشات السياسية أو العامية بما يخص المواضيع الجدلية في المجتمع، والتي قد لا تكون جدلية داخل المجتمع العلمي. من الأمثلة على ذلك موضوع التطور ، والإدعاءات بشأن وجود صلة بين لقاح الحصبة والنكاف والحميراء والتوحد.

## تغيير الإجماع بمرور الوقت
هناك العديد من النظريات الفلسفية والتاريخية حول كيفية تغير الإجماع العلمي بمرور الوقت، نظرًا لأن تاريخ التغيير العلمي معقد للغاية فمن الصعب جدًا التوصل إلى نماذج دقيقة وصارمة للأغراض العلمية، وهذا صعب للغاية أيضًا جزئيًا لأن كل فرع من فروع العلم المختلفة يعمل بطرق مختلفة إلى حد ما مع أشكال مختلفة من الأدلة والأساليب التجريبية.
تعتمد معظم نماذج التغيير العلمي على البيانات الجديدة التي تنتجها التجارب العلمية.
كان توماس كون من بين أكثر المنافسين تأثيراً في هذا النهج الذي جادل أن البيانات التجريبية توفر دائمًا بعض البيانات واقترح أن الإجماع العلمي يعمل في شكل «نماذج» والتي كانت نظريات مترابطة وافتراضات أساسية حول طبيعة النظرية نفسها التي تربط بين الباحثين المختلفين في مجال معين، جادل كوهن أنه فقط بعد تراكم العديد من الحالات الشاذة «الهامة» سيدخل الإجماع العلمي في فترة «أزمة»، في هذه المرحلة سيتم البحث عن نظريات جديدة وفي النهاية سينتصر نموذج واحد على النموذج القديم - سلسلة من التحولات النموذجية بدلاً من التقدم الخطي نحو الحقيقة، تظهر الأبحاث أن هذه أنماط مختلفة من الممارسة أكثر من فترات تاريخية مختلفة.

## التصور والرأي العام
يقلل الجمهور بشكل كبير من درجة الإجماع العلمي على أن البشر يتسببون في تغير المناخ، بينما وجدت الدراسات من 2019-2021 إجماعًا علميًا يتراوح بين 98.7 - 100٪.

## تسييس العلم
في مناقشات السياسة العامة غالبًا ما يُسْتَخْدَم التأكيد على وجود إجماع من العلماء في مجال معين كحجة لصحة النظرية وكدعم لمسار عمل من قبل أولئك الذين يمكن أن يستفيدوا من سياسة قائمة على ذلك الإجماع،
على سبيل المثال الإجماع العلمي على أسباب الاحتباس الحراري هو أن درجات حرارة سطح الأرض قد زادت في العقود الأخيرة وأن هذا الاتجاه سببه الرئيسي انبعاثات غازات الدفيئة التي يسببها الإنسان، نشرت مؤرخة العلوم نعومي أورسكيس مقالًا في مجلة العلوم يفيد بأن مسحًا لملخصات 928 مقالًا علميًا نُشر بين عامي 1993 و2003 لم يُظهر أي شيء يختلف بشكل صريح مع فكرة الاحتباس الحراري البشري المنشأ.
نظرية التطور من خلال الانتقاء الطبيعي مدعومة أيضًا بإجماع علمي ساحق، إنها واحدة من أكثر النظريات موثوقية واختبارًا تجريبيًا في العلوم، يدعي معارضو التطور أن هناك معارضة كبيرة حول التطور داخل المجتمع العلمي.
إن عدم اليقين المتأصل في العلم حيث لا يتم إثبات النظريات أبدًا وكذلك لا يتم دحضها يطرح مشكلة للسياسيين وصانعي السياسات والمحامين والمتخصصين في مجال الأعمال، يواجه صانعو السياسات مشاكل اتخاذ قرارات سليمة بناءً على البيانات المتاحة حاليًا حتى لو لم يكن من المحتمل أن يكون شكلًا نهائيًا من «الحقيقة».
يمكن أن يكون لبعض المجالات مثل الموافقة على تقنيات معينة للاستهلاك العام تأثيرات سياسية واقتصادية وإنسانية واسعة النطاق وبعيدة المدى في حالة تعارض الأمور مع تنبؤات العلماء.